# Schertnershof

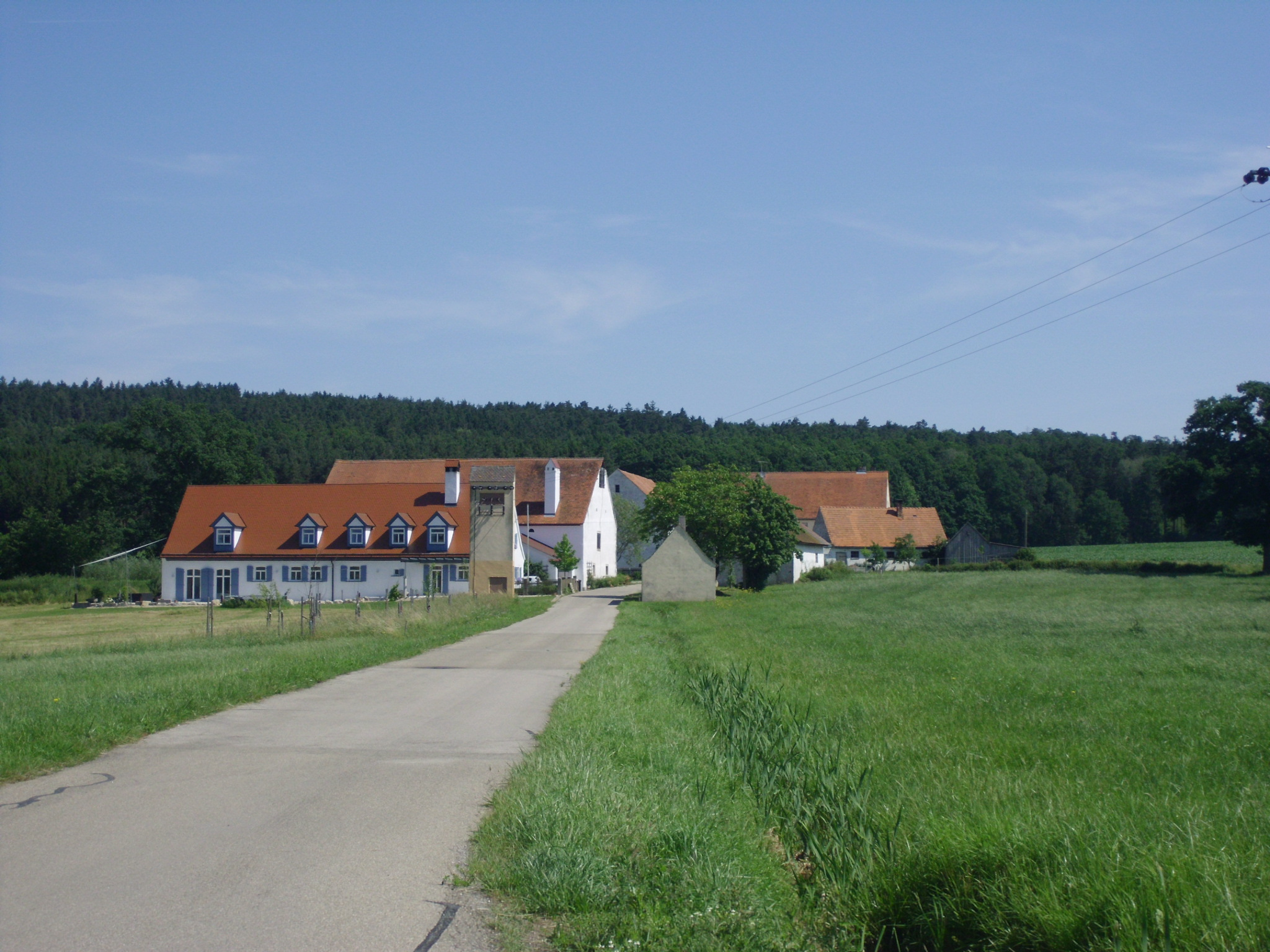
Schertnershof

Schertnershof ist ein Gemeindeteil der Stadt Treuchtlingen im Landkreis Weißenburg-Gunzenhausen (Mittelfranken, Bayern). Schertnershof liegt in der Gemarkung Bubenheim.

## Lage
Die Einöde liegt südlich des Trommetsheimer Berges und nördlich von Bubenheim. Zu erreichen ist sie über eine Gemeindeverbindungsstraße, die südlich des Trommetsheimer Berges die beiden Kreisstraßen WUG 5 und WUG 3 verbindet. Die nächste Ansiedelung ist der östlich gelegene Treuchtlinger Gemeindeteil Metzenhof. Knapp westlich des Ortes liegt ein Weiher, der von zwei nahen Quellen gespeist wird. Ihn verlässt in südlicher Richtung der Schertnershofer Graben, der über den Lohgraben in die Altmühl fließt.

## Geschichte
„Schirtnershof“, wohl benannt nach einem Besitzer namens Schirtner, erscheint erstmals 1434 in einem Salbuch der Herrschaft Pappenheim. 1535 verkaufte Haupt von Pappenheim einen halben Teil des Hofes an das Augustinerkloster zu Pappenheim. 1667 ging der Zehnt ins ansbachisch-brandenburgische Verwalteramt Treuchtlingen; Abgaben waren auch an das ansbach-brandenburgische Oberamt Gunzenhausen zu leisten, das die Hochgerichtsbarkeit innehatte. Am Ende des Alten Reiches bestand Schertnershof aus drei Anwesen, einem Halbhof und zwei Gütlein, die sämtlich der Herrschaft Pappenheim gehörten. Kirchlich gehörten die Anwesen zur evangelischen Gemeinde Bubenheim.
Im Königreich Bayern wurden 1808 der Schertnershof und der Metzenhof mit Kattenhochstatt, zu dem die beiden Höfe zählten, dem Steuerdistrikt Trommetsheim zugeschlagen. Dieser wurde 1811 zur Gemeinde Trommetsheim und 1818 zur Ruralgemeinde im Landgericht Weißenburg. Der ehemalige Gemeindeteil von Kattenhochstatt wurde 1972 im Zuge der Gemeindegebietsreform nach Treuchtlingen eingegliedert, der Hauptort Kattenhochstatt kam zur Stadt Weißenburg.
1818 betrug die Einwohnerzahl von Schertnershof 9, 1824 12 und 1950 21. 1961 wohnten acht Personen in zwei Wohngebäuden. 1984 bestand der Gemeindeteil aus zwei landwirtschaftlichen Betrieben, einer davon als Vollerwerbsbetrieb. 1987 wohnten sieben Personen auf dem Schertnershof.